# Santo Domingo (San Cristóbal de las Casas)
Koordinaten: 16° 44′ 29,9″ N, 92° 38′ 14,2″ W
Die Kirche Santo Domingo und das dazugehörige ehemalige Dominikanerkloster von San Cristóbal de las Casas im mexikanischen Staat Chiapas ist dem heiligen Dominikus geweiht und gilt als ein Höhepunkt des kolonialen Barock in Mexiko und Lateinamerika. Besonders berühmt ist ihre stuckverzierte Fassade.
Vor der Kirche gibt es heutzutage einen bekannten Markt für mexikanisches Kunsthandwerk.

## Geschichte
Die Grundsteinlegung für das Dominikanerkloster und die Kirche erfolgte durch den Bischof von Guatemala, Francisco Marroquín, am 19. Januar 1547. Der ursprünglich bescheidene Bau aus Lehmziegeln wurde 1551 fertiggestellt.
Seine heutige Form erhielt das Gebäude im 17. Jahrhundert und war laut Pater Joaquín Antonio de Villalobos 1698 vollendet; er beschrieb das Konvent nun als „prächtig“ und die Kirche als „eine der größten der Stadt“.
Bei dem Erdbeben von 1902 wurde die Kirche beschädigt und musste geschlossen werden; besonders schwer betroffen war die Capilla del Rosario (Rosenkranzkapelle). 1975 wurden die Fassade und das Innere restauriert.
Zu Beginn des zweiten Jahrtausends wurde die Fassade einer gründlichen Untersuchung und weiteren Restaurierung unterzogen, die  2006 abgeschlossen war. Trotz einer lebhaften Polemik wurde die Arbeit der Restauratoren 2006 vom Instituto Nacional de Antropología e Historia (INAH) mit dem Premio Francisco de la Maza als beste Arbeit einer architektonischen Restaurierung belohnt.

## Beschreibung

### Fassade

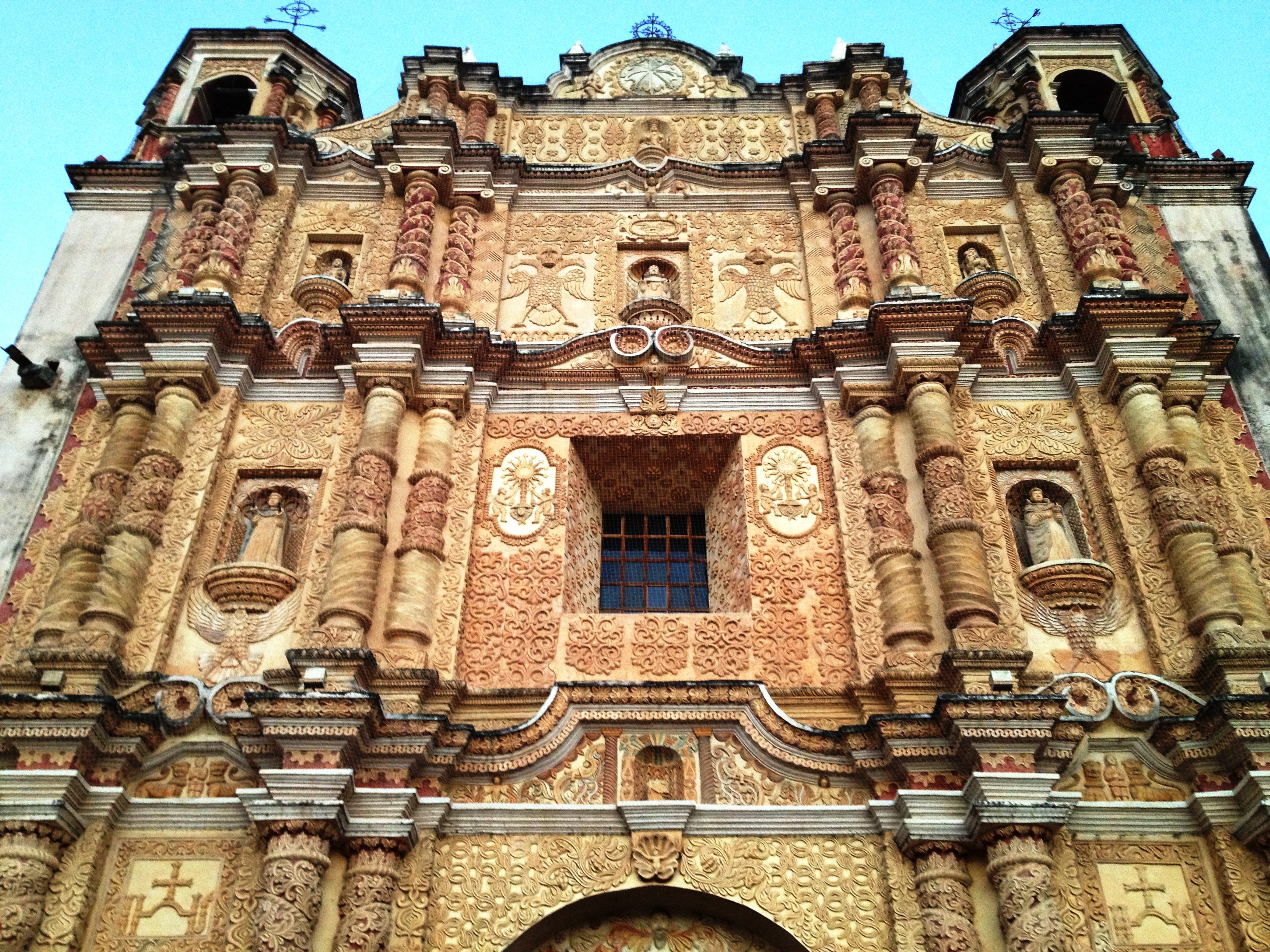
Detailansicht der Fassade

Die Kirche liegt oberhalb einer Treppe. Die reich ornamentierte Fassade gilt als Höhepunkt des Barock in Mittelamerika und wird manchmal mit einigen Bauten in Oaxaca und Antigua Guatemala verglichen. Ihre farbliche Gestaltung wurde im Laufe der Jahrhunderte mehrfach und zum Teil erheblich verändert; bei der 2006 abgeschlossenen Restaurierung versuchte man eine Farbfassung zu kreieren, die in etwa der ursprünglichen barocken Vorstellung entspricht und die feinen Details und Reliefs der Fassade im Sinne eines Chiaroscuro hervorhebt.
Der Aufbau der Fassade erinnert an einen Altar und ist sowohl vertikal als auch horizontal dreigeteilt. Sie wird durch reichverzierte, gedrehte „salomonische“ Säulen, Voluten und geschwungene Architrave gegliedert, dazwischen Nischen, Statuen und Reliefs. Die Dekoration zeigt im Detail vor allem pflanzliche, aber auch abstrakte Formen und Symbole wie z. B. kleine Kreuze. Im Mittelteil der Fassade, über dem Rundbogenportal und einem rechteckigen Fenster steht eine Figur des Heiligen Dominikus und darüber das Wappen des Hauses Asturien,  flankiert von zwei doppelköpfigen gekrönten Adlern (Wappentier der Habsburger). Zwischen Engeln, Sirenen und anderen mythischen Figuren sieht man rechts und links in den Nischen Statuen verschiedener Heiliger, bei denen es sich wahrscheinlich um Petrus Martyr und Hyazinth von Polen handelt, sowie um Vinzenz Ferrer, Thomas von Aquin, Caterina von Siena, Rosa von Lima, Catharina Martyr und einer Darstellung von Daniel mit den Löwen. Die Bekrönung bildet ein von Engeln gehaltenes Tondo mit dem Jesusmonogramm IHS (= “Jesus Christus, der Erlöser”), zwischen den beiden Glockentürmchen.

### Innenraum

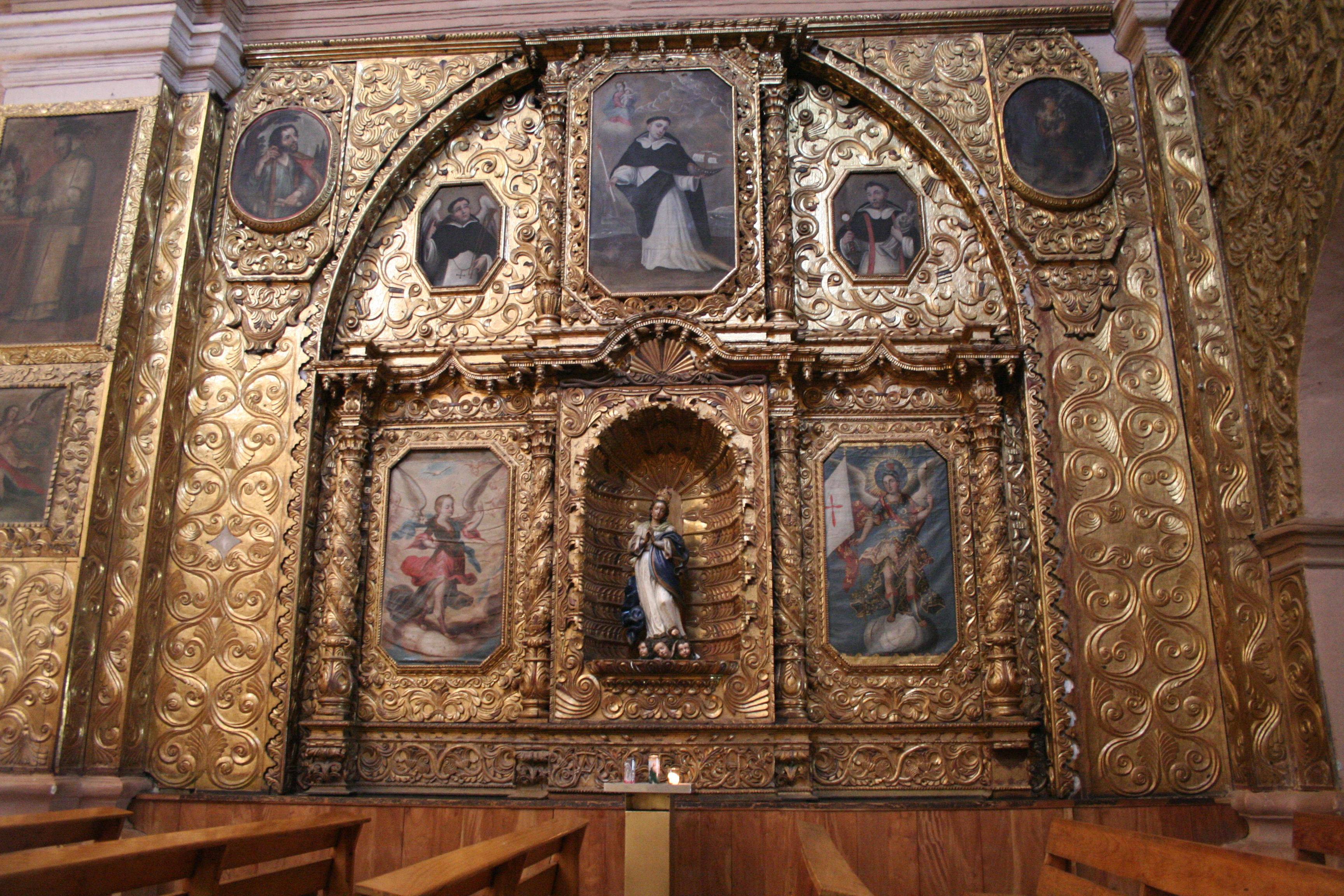
Einer der rechten Seitenaltäre

Die Kirche hat die Form eines lateinischen Kreuzes, das südliche Querschiff mit der Capilla del Rosario ist jedoch deutlich länger als das nördliche.  Santo Domingo ist die einzige Kirche in San Cristóbal mit einem Tonnengewölbe; die Vierung wird von einer einfachen Halbkuppel überwölbt.
Die Wände des Kirchenschiffs sind vollständig mit einem einheitlichen Dekor aus geschnitztem und vergoldetem Holz verkleidet, der dem Inneren den Charakter eines kostbaren heiligen Schreines verleiht. In die mit Ranken verzierte Vertäfelung sind Andachtsbilder und in mehreren Rundbögen Altäre eingearbeitet, in deren Nischen verschiedene Heiligenfiguren stehen. Als besonders gelungen gilt die reich geschnitzte und vergoldete Kanzel im Stil des spanischen Barock.
Im aktuellen Zustand des Gebäudes bilden die völlig schlichte und quasi unvollendet wirkende Apsis und das linke Querschiff einen starken Kontrast zu dem prächtigen Charakter des Kirchenschiffs; der einfache Hochaltar ist neoklassizistisch. Das rechte Querschiff mit der Capilla del Rosario (Rosenkranzkapelle) ist mit drei wertvollen Barockaltären geschmückt, darunter der Altar der Heiligen Dreifaltigkeit, der als eins der besten Werke der barocken Kunstschnitzerei in Mexiko gilt.
Im ehemaligen Konventsgebäude gibt es Ausstellungen zu Oaxacas Geschichte vor der spanischen Kolonisierung, mit archäologischen Fundstücken. Der Hof des Klosters dient heute als eine Art botanischer Garten mit zahlreichen einheimischen Pflanzen.

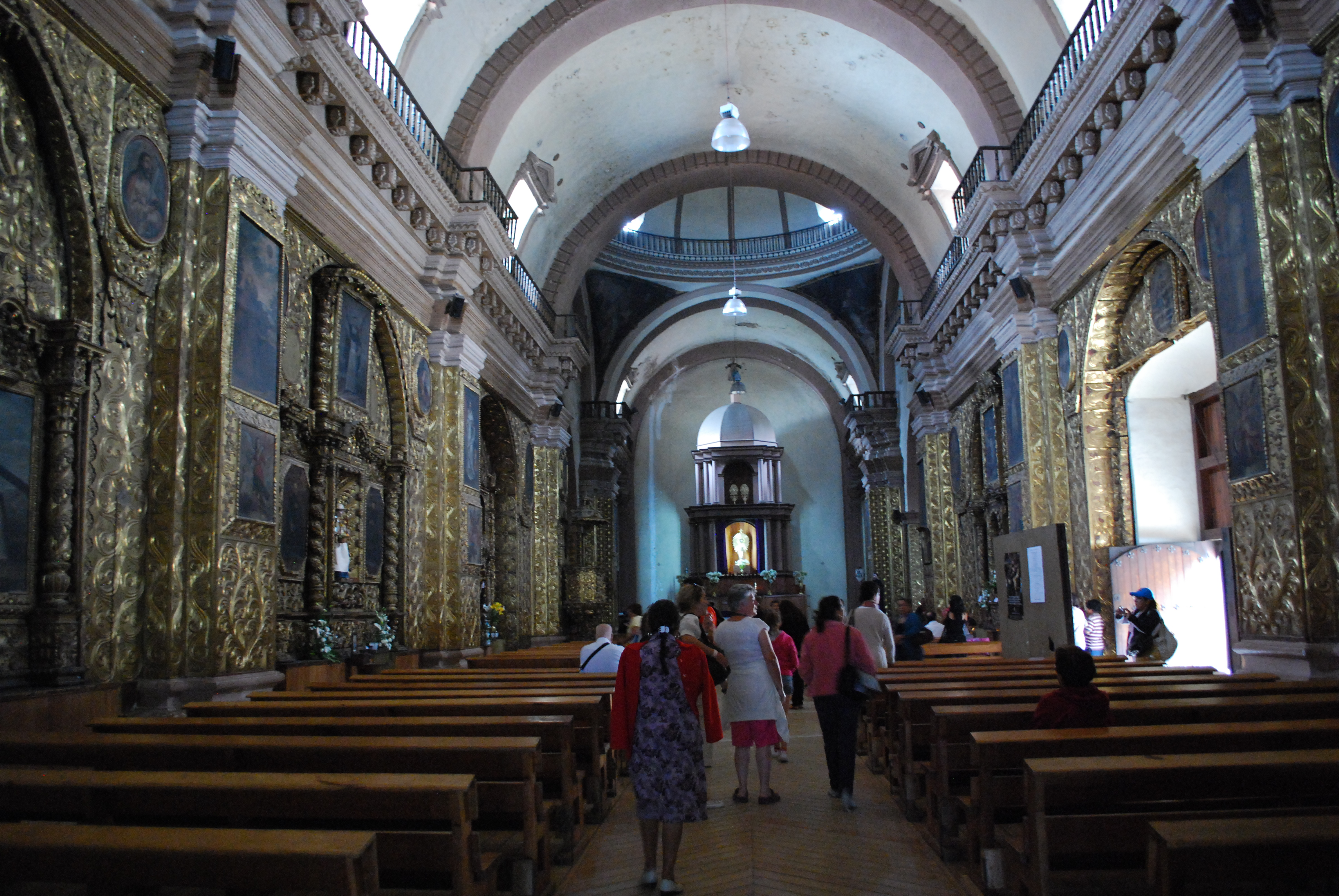
Innenansicht
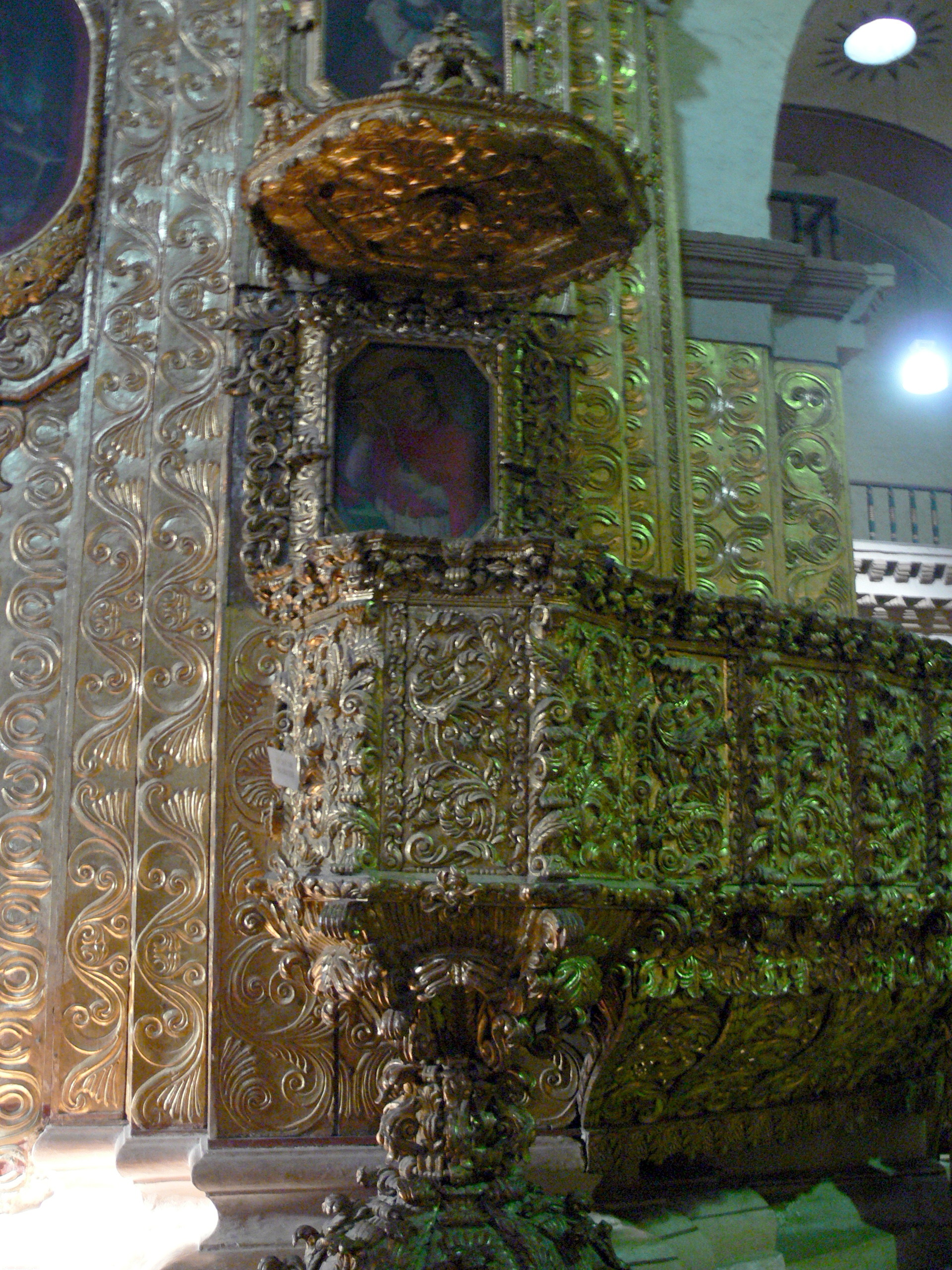
Die barocke Kanzel
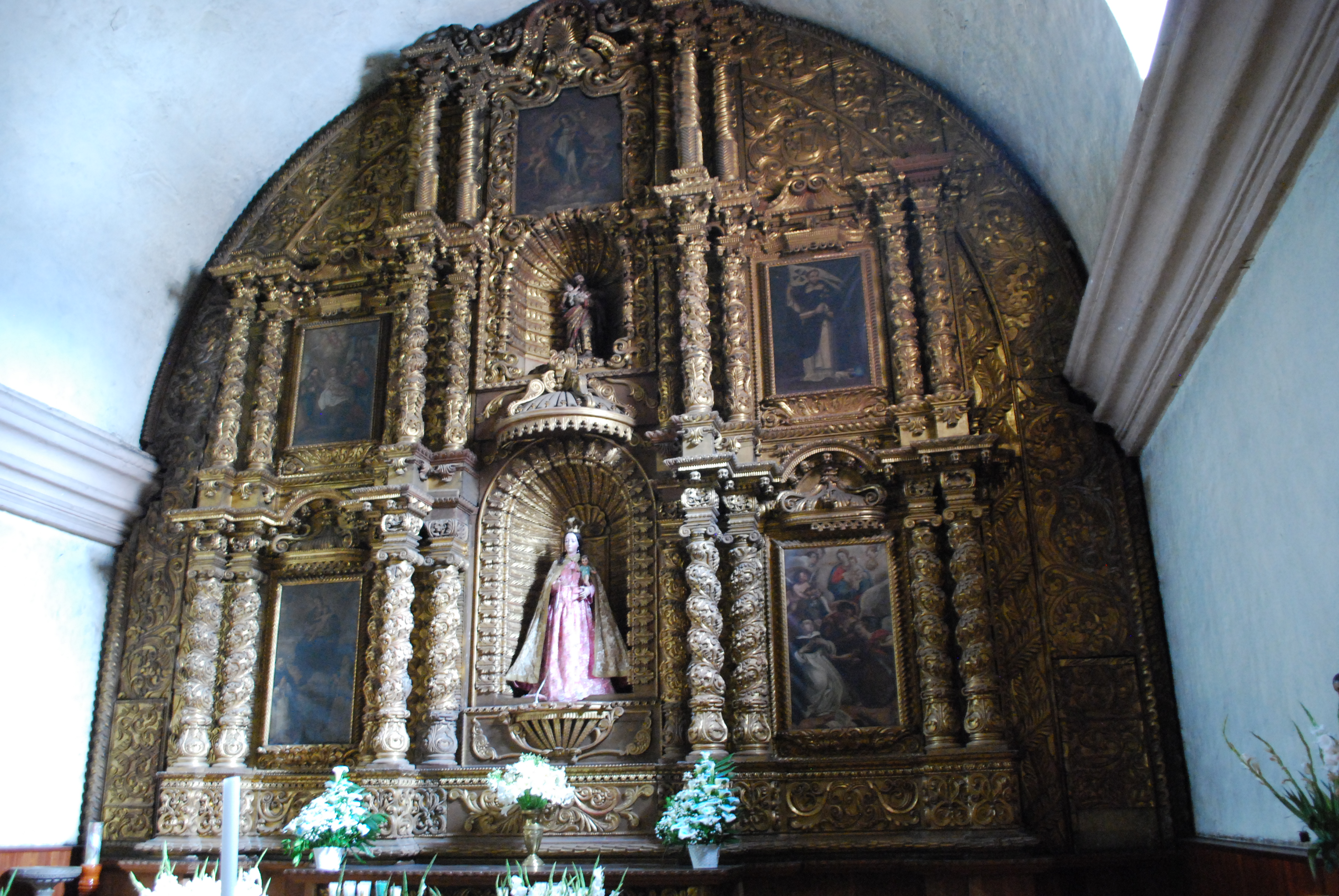
Altar der Capilla del Rosario
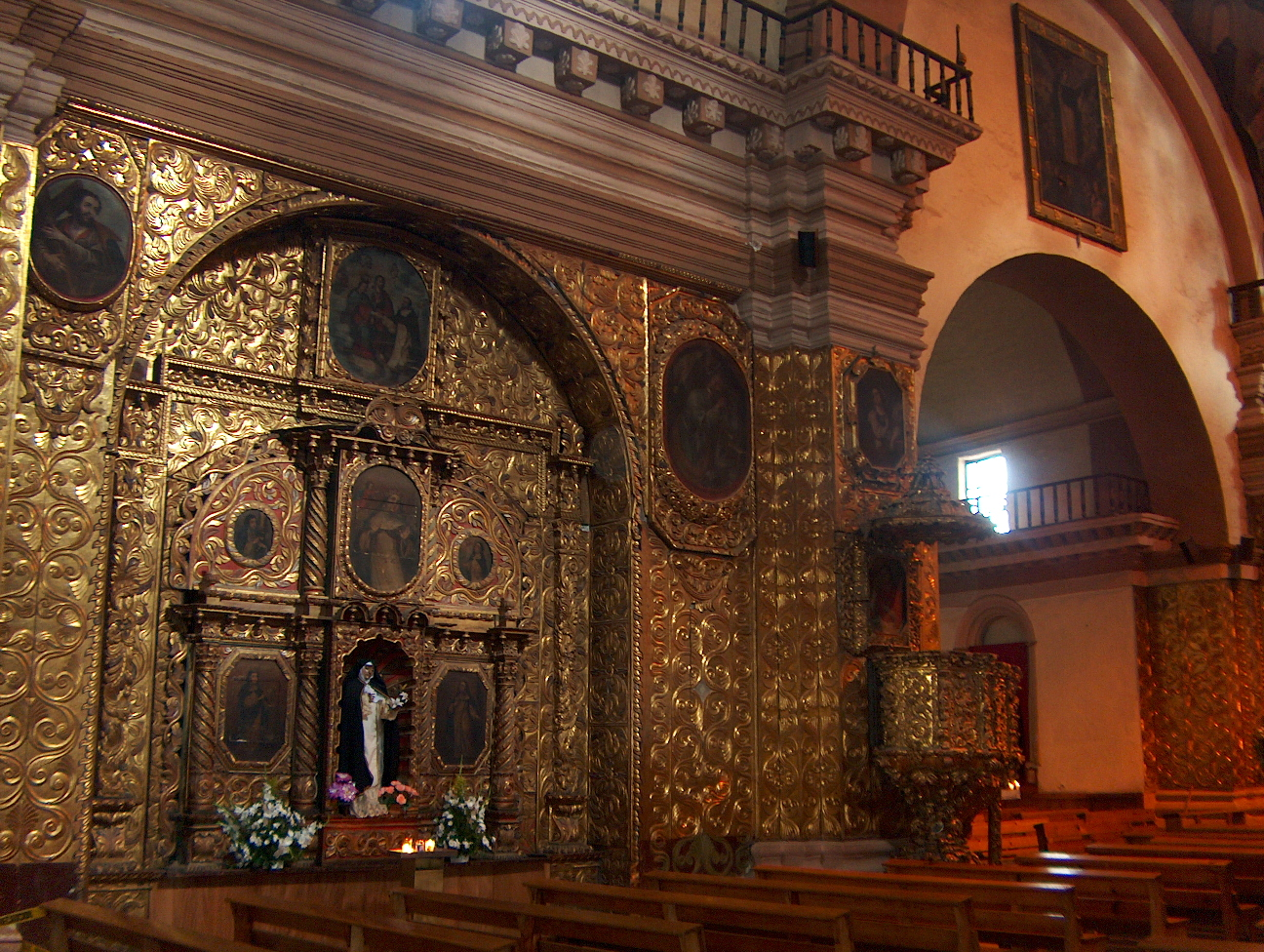
Seitenaltar und Blick zu Kanzel und linkem Querschiff
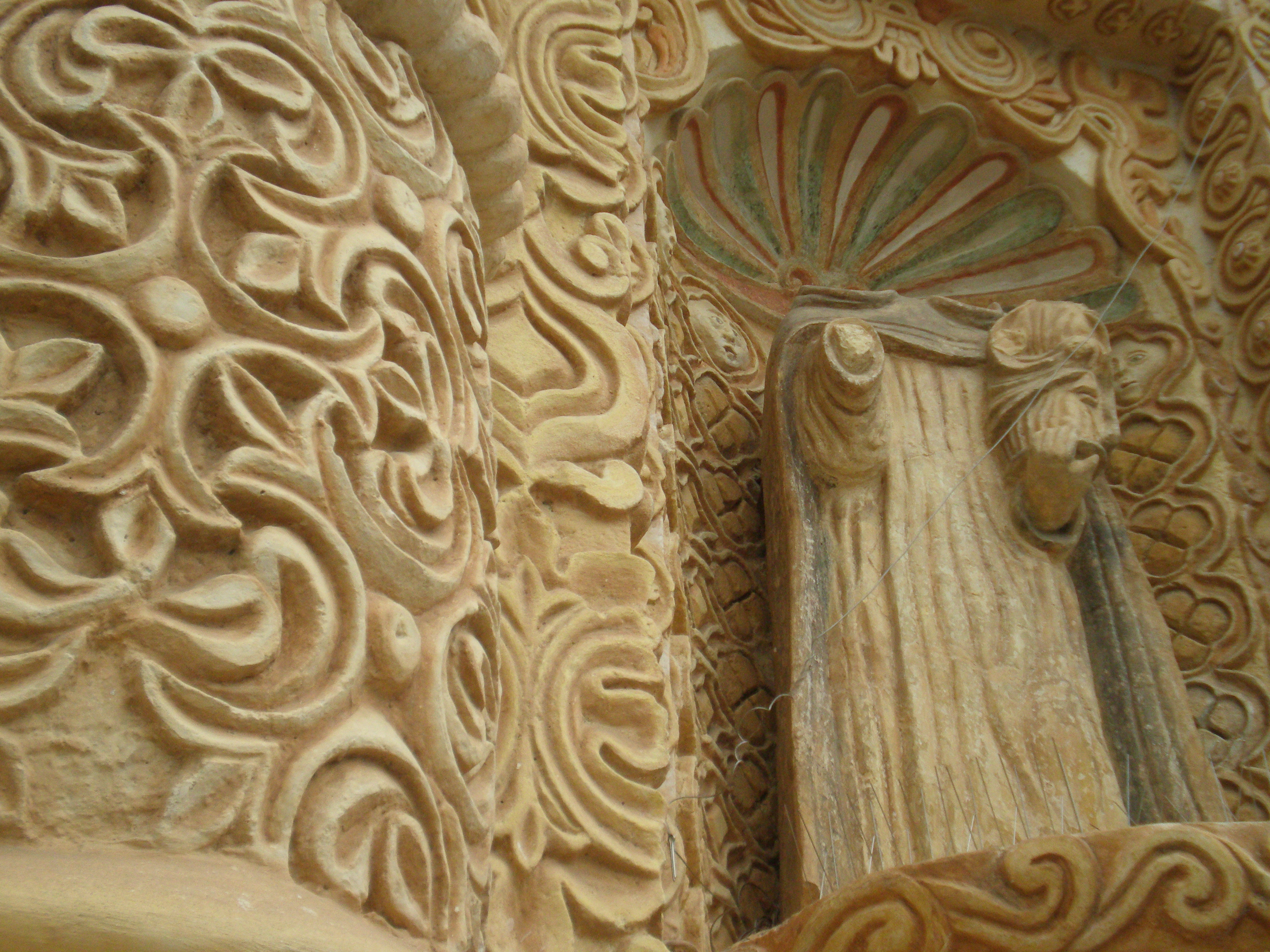
Statue und Detail der Fassade
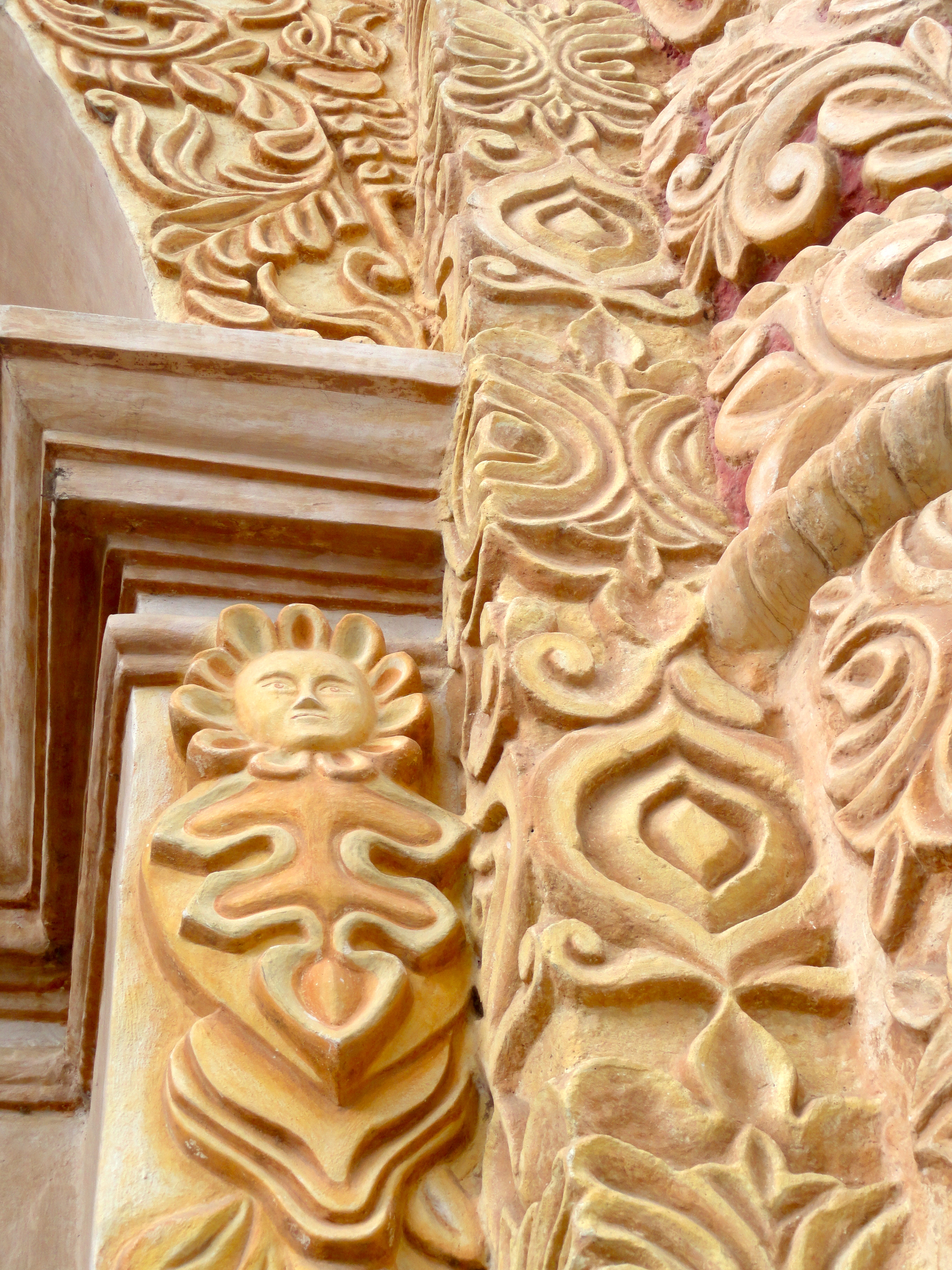
Detail der Fassade
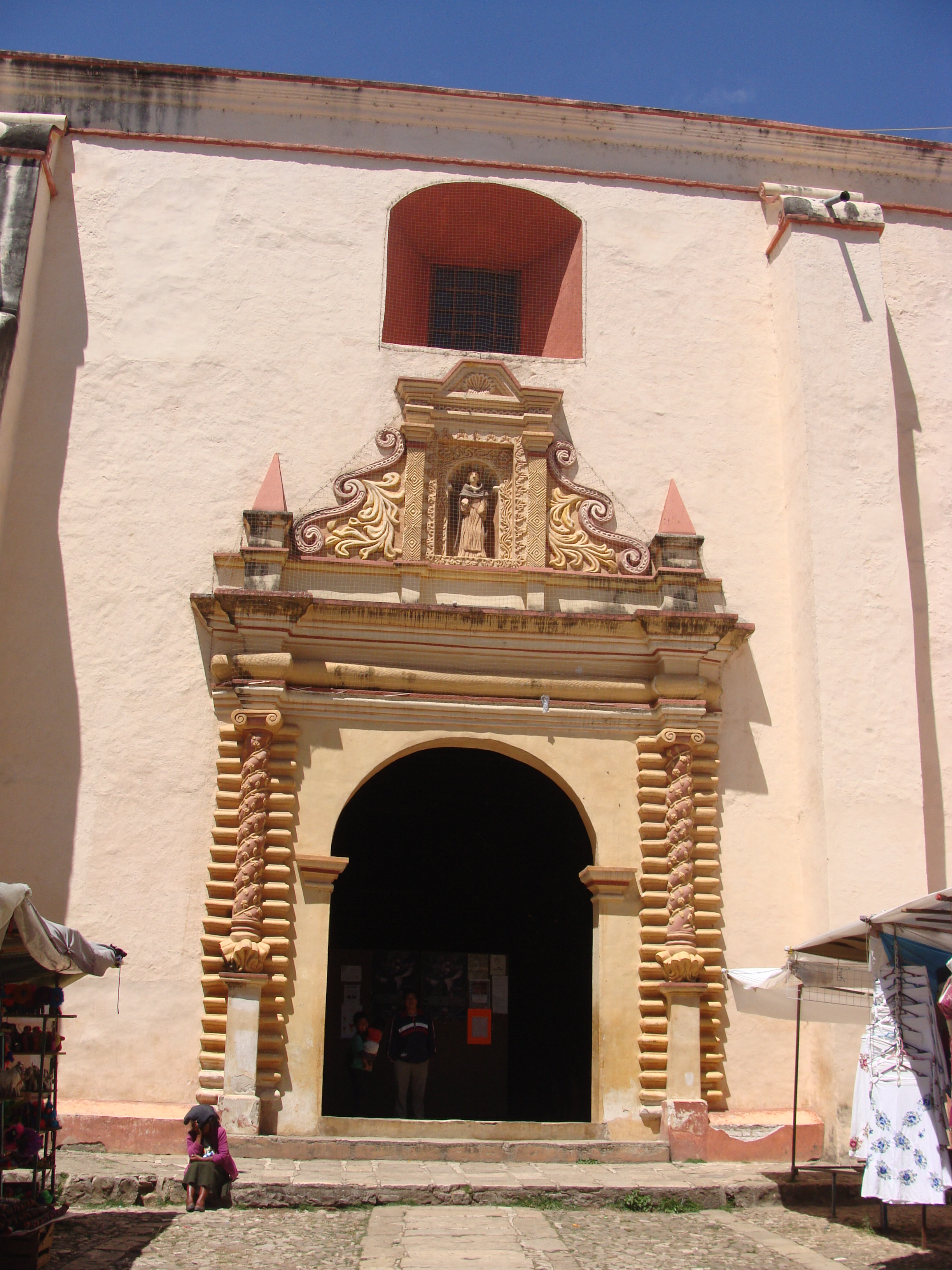
Seiteneingang